# オイゲン・ランゲン

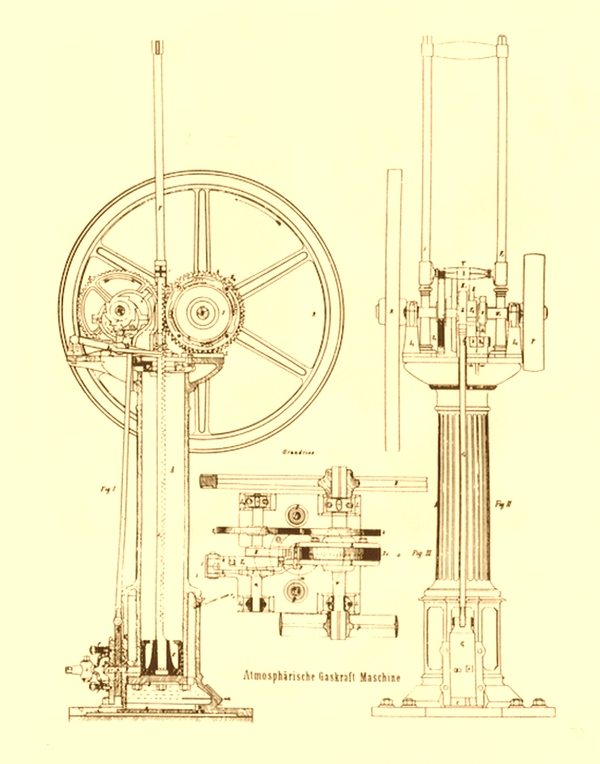
1867年のオットー＝ランゲン・ガスエンジン。

カール・オイゲン・ランゲン（独: Carl Eugen Langen、1833年10月9日–1895年10月2日）は、ガソリンエンジンおよびヴッパータール・モノレールの開発に関与した、ドイツの起業家、技術者および発明家である。
カールスルーエ工科大学にて豊富な技術訓練を受けたのち、1857年より父親のヨハン・ヤーコブ・ランゲンが経営する製糖工場であるJJ・ランゲン&ゾーネ (J. J. Langen & Söhne) で働いていた。

## オットーおよびランゲン
ランゲンは、1864年にニコラウス・アウグスト・オットーと出会うこととなる。
オットーは、ベルギーのエティエンヌ・ルノアールによって考案されたガスエンジンの改良に取り組んでいた。技術訓練されたランゲンは、オットーの開発力の高さを知り、集会の1ヶ月後に世界初のエンジン工場であるNA・オットー&Cie (N. A. Otto & Cie) を設立した。彼らの改良型エンジンは、1867年に開催されたパリ万国博覧会にてグランプリを受賞した。

## ドゥーツ
最初のエンジン工場が倒産したあと、ランゲンはガスエンジン製造のための新会社「ドゥーツ・ガスエンジン工場」 (Gasmotorenfabrik Deutz) を設立しており、後にクレックナー＝フンボルト＝ドゥーツ (Klöckner-Humboldt-Deutz (KHD)) グループとなった。これは、今日のドゥーツAGとなっている。
ランゲンは、KHD工場において新たな生産方法を考案し、かつ実施した。

## 鉄道設備
鉄道輸送設備の分野では、ランゲンはケルンの車両製作所「Waggonfabrik van der Zypen & Charlier」の共同所有者および技術者であった。ランゲンは、1894年より懸垂鉄道システムであるヴッパータール・モノレールの開発に取り掛かっている。